# Hípica als Jocs Olímpics d'estiu de 1924 - Salts d'obstacles per equips
La competició de salts d'obstacles per equips va ser una de les cinc proves d'hípica que es van disputar als Jocs Olímpics d'Estiu de 1924, a París. La competició es va disputar el 27 de juliol de 1924, amb la participació de 43 gents procedents d'11 nacions.

## Medallistes
| Or                                                                  | Plata                                                                      | Bronze                                                                      |
| Suècia Åke Thelning · Axel Ståhle · Åge Lundström · Georg von Braun | Suïssa Alphonse Gemuseus · Werner Stuber · Hans Bühler · Hans von der Weid | Portugal António Borges · Hélder de Souza · José Mouzinho · Luís de Meneses |

## Classificació final
Per determinar la classificació final sols es tenen en compte les puntuacions obtingudes pels tres primers classificats de cada equip en la prova de salts d'obstacles individual.
| Pos. | Nació          | Binomi                       | Binomi          | Resultat Individual | Resultat Total |
| Pos. | Nació          | Genet                        | Cavall          | Resultat Individual | Resultat Total |
| ---- | -------------- | ---------------------------- | --------------- | ------------------- | -------------- |
| 1    | Suècia         | Åke Thelning                 | Loke            | 12,00               | 42,25          |
| 1    | Suècia         | Axel Ståhle                  | Cecil           | 12,25               | 42,25          |
| 1    | Suècia         | Åge Lundström                | Anvers          | 18,00               | 42,25          |
| 1    | Suècia         | Georg von Braun              | Diana           | 23,50               | 42,25          |
| 2    | Suïssa         | Alphonse Gemuseus            | Lucette         | 6,00                | 50,00          |
| 2    | Suïssa         | Werner Stuber                | Girandole       | 20,00               | 50,00          |
| 2    | Suïssa         | Hans Bühler                  | Sailor Boy      | 24,00               | 50,00          |
| 2    | Suïssa         | Hans von der Weid            | Admiral         | 24,00               | 50,00          |
| 3    | Portugal       | Aníbal de Almeida            | Reginald        | 12,00               | 53,00          |
| 3    | Portugal       | Hélder Martins               | Avro            | 19,00               | 53,00          |
| 3    | Portugal       | José de Albuquerque          | Hetrugo         | 22,00               | 53,00          |
| 3    | Portugal       | Luís de Meneses              | Profond         | 36,00               | 53,00          |
| 4    | Bèlgica        | Nicolas LeRoy                | Vif Argent      | 14,75               | 57,00          |
| 4    | Bèlgica        | Jacques Misonne              | Torino          | 19,50               | 57,00          |
| 4    | Bèlgica        | Gaston Mesmaekers            | As de Pique     | 22,75               | 57,00          |
| 4    | Bèlgica        | Jean Breuls                  | Acrobate        | 24,00               | 57,00          |
| 5    | Itàlia         | Tommaso Lequio di Assaba     | Trebecco        | 8,75                | 57,50          |
| 5    | Itàlia         | Leone Valle                  | Sbruffo         | 20,00               | 57,50          |
| 5    | Itàlia         | Alessandro Alvisi            | Grey Fox        | 28,75               | 57,50          |
| 5    | Itàlia         | Emanuele Beraudo di Pralormo | Sido            | DNF                 | 57,50          |
| 6    | Polònia        | Adam Królikiewicz            | Picador         | 10,00               | 58,50          |
| 6    | Polònia        | Karol von Rómmel             | Faworyt         | 18,00               | 58,50          |
| 6    | Polònia        | Zdzisław Dziadulski          | Zefer           | 30,50               | 58,50          |
| 6    | Polònia        | Kazimierz Szosland           | Jacek           | 39,25               | 58,50          |
| 7    | Regne Unit     | Philip Bowden-Smith          | Billy Boy       | 10,50               | 65,75          |
| 7    | Regne Unit     | Capel Brunker                | Peter           | 25,50               | 65,75          |
| 7    | Regne Unit     | Geoffrey Brooke              | Daddy Long Legs | 29,75               | 65,75          |
| 7    | Regne Unit     | Keith Hervey                 | Wanton          | DNF                 | 65,75          |
| 8    | Espanya        | José Álvarez                 | Acabado         | 18,00               | 73,75          |
| 8    | Espanya        | Nemesio Martínez             | Zapatillero     | 22,00               | 73,75          |
| 8    | Espanya        | José Navarro                 | Grande Couronne | 33,75               | 73,75          |
| 8    | Espanya        | Emilio López                 | Modiran         | DNF                 | 73,75          |
| -    | França         | Pierre Clavé                 | Le Trouvère     | 41,00               | DNF            |
| -    | França         | Michel Bignon                | The Doctor      | DNF                 | DNF            |
| -    | França         | Théophile Carbon             | Incas           | DNF                 | DNF            |
| -    | França         | Henri de Royer-Dupré         | Rosette XIV     | DNF                 | DNF            |
| -    | Txecoslovàquia | Rudolf Popler                | Eldorado        | 24,50               | DNF            |
| -    | Txecoslovàquia | Oldřich Buchar               | Esperanto       | 45,00               | DNF            |
| -    | Txecoslovàquia | Josef Rabas                  | Arab            | DNF                 | DNF            |
| -    | Estats Units   | John Barry                   | Nigra           | 27,25               | DNF            |
| -    | Estats Units   | Sloan Doak                   | Joffre          | 32,00               | DNF            |
| -    | Estats Units   | Frederic Bontecou            | Ballymacshane   | DNF                 | DNF            |
| -    | Estats Units   | Vernon Padgett               | Little Canada   | DNF                 | DNF            |